# Santolina neapolitana
Santolina neapolitana là một loài thực vật có hoa trong họ Cúc. Loài này được Jord. & Fourr. miêu tả khoa học đầu tiên năm 1869.